# Фенчерч-стріт (станція)
51°30′42″ пн. ш. 0°04′43″ зх. д. / 51.511667° пн. ш. 0.078611° зх. д.

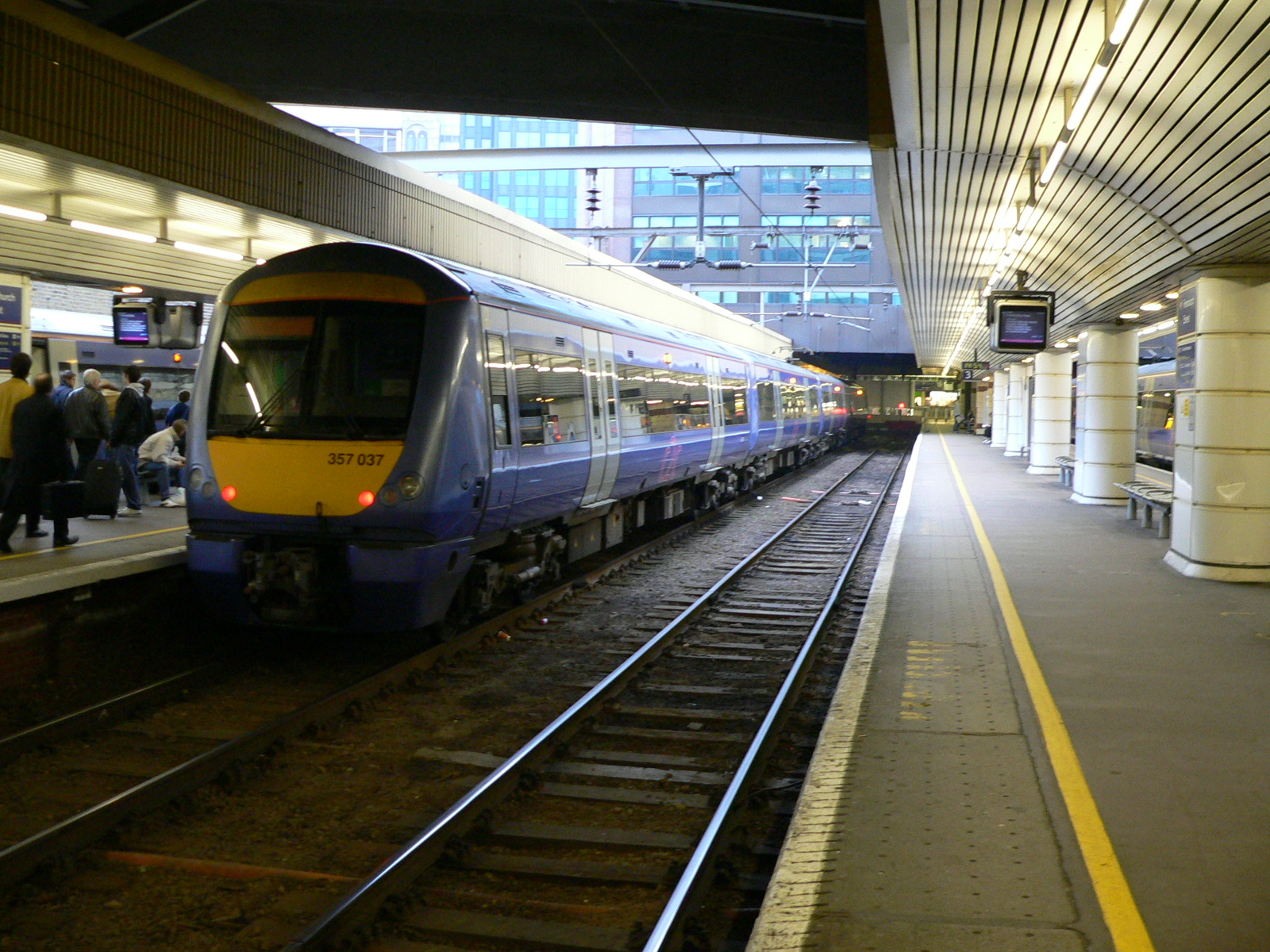
Перон станції

Фенчерч-стріт (англ. Fenchurch Street) — тупикова станція Лондонського залізничного вузла мережі National Rail, на південному сході лондонського Сіті. Найменовано через близькість до Фенчерч-стріт. Станція та поїзди є під орудою c2c. London and Blackwall Railway (LTSR) та London, Tilbury and Southend Railway прямують до/зі Східного Лондону і південного Ессексу.
Станція відноситься до 1-ї тарифної зони. В 2017 році пасажирообіг станції становив 18.399 млн осіб.

## Пересадки
- автобуси London Buses маршруту 40.
- Метростанції:
  - Олдгейт,
  - Бенк/Моньюмент
  - Тауер-гілл,
- Тауер-Гейтвей Доклендського легкого метро
- Ліверпуль-стріт.

## Історія
Станція, відкрита 20 липня 1841 року у складі London and Blackwall Railway (L&BR) була першою у лондонському Сіті. 